# Ferdinand (måne)
Ferdinand, tidligere S/2001 U 2, er en af planeten Uranus' måner: Den blev opdaget den 13. august 2001 af Matthew J. Holman, John J. Kavelaars, Dan Milisavljevic og Brett J. Gladman. Selv om den blev observeret ved flere lejligheder i 2001 og 2002, tabte man siden hen "sporet" af den. Den blev endelig fundet igen den 24. september 2003 af Scott S. Sheppard ud fra billeder som han og David C. Jewitt havde taget i august og september 2003.
| Naturvidenskab | Spire Denne naturvidenskabsartikel er en spire som bør udbygges. Du er velkommen til at hjælpe Wikipedia ved at udvide den. |